# Брату, Лучиан
Лучиа́н Бра́ту (рум. Lucian Bratu; 14 июля 1924, Бухарест — 9 мая 1998, Бухарест) — румынский кинорежиссёр.

## Биография
В 1948 году окончил школу изящных искусств в Бухаресте, а в 1955 году — ВГИК. В 1958 году дебютировал в режиссуре («Ворваться в игру»).

## Фильмография

### Режиссёр

#### Документальное кино
- 1958 — Ворваться в игру / (фильм-балет)
- 1970 — Мозг завода / (к/м)

#### Игровое кино
- 1959 — Тайна шифра / Secretul cifrului
- 1962 — Тудор  / Tudor
- 1965 — Поцелуй / Sărutul
- 1966 — Фильм об обольстительной девушке / Un film cu o fată fermecătoare
- 1971 — Путь в полутьме / Drum în penumbră
- 1975 — Город, увиденный сверху / Orașul văzut de sus
- 1979 — Невеста из поезда / Mireasa din tren
- 1981 — Анджела едет дальше / Angela merge mai departe
- 1984 — Допущенные по смягчающим обстоятельствам? / Acordați circumstanțe atenuante?
- 1986 — Одиннадцать часов / Orele unsprezece

## Награды
- 1964 — Государственная премия PНP